# Beraldo Boaventura
Beraldo Alves Boaventura Neto (Salvador, 22 de janeiro de 1946), conhecido apenas por Beraldo Boaventura, é um bancário e político brasileiro que foi deputado federal pelo estado da Bahia entre 1991 e 1995.

## Carreira política
Filho de Almachio Alves Boaventura (que seria posteriormente eleito vereador e prefeito de Feira de Santana) e Zélia Farini Boaventura, ingressou no Banco do Brasil em 1966, e seria como funcionário da instituição que iniciou a atuação no movimento sindical como secretário-geral do Sindicato dos Bancários de Feira de Santana entre 1970 e 1972. Foi também militante do PCB (que atuava na ilegalidade) antes de se filiar ao MDB em 1973. Formou-se em jornalismo pela Universidade Federal da Bahia em 1980 e atuaria em seguida como diretor do Departamento Jurídico do Sindicato dos Bancários da Bahia de 1982 a 1984, ano em que foi eleito presidente da entidade e exerceria a função até 1987.
Em 1990, foi eleito deputado federal pelo PDT, sendo o candidato com menor votação entre os eleitos (6.486 votos).Em 1992, foi um dos 25 deputados baianos que votaram a favor do impeachment do presidente Fernando Collor, e durante o governo de Itamar Franco, votou a favor da criação do imposto de 0,25% sobre transações bancárias e do Fundo Social de Emergência, e foi contrário ao fim do voto obrigatório. Inconformado com as decisões políticas de Leonel Brizola (então governador do estado do Rio de Janeiro e presidente nacional do PDT), filia-se ao PSDB em 1993, não conseguindo se reeleger em 1994. Tentou ainda se eleger vereador de Salvador em 1996 (também pelo PSDB) e a deputado estadual em 1998 pelo PSB, ficando como suplente em ambas. Ele ainda se filiaria ao PT, mas não voltou a disputar eleições desde então.
É, desde 2008, coordenador do Projeto Berimbau, programa de inclusão social apoiado pelo Banco do Brasil e que visa a autosustentabilidade da região da Costa do Sauípe, e em outubro de 2013 foi ouvido pela Comissão Nacional da Verdade, para prestar depoimento sobre as perseguições que sofreu devido às ligações do ex-deputado com o Sindicato dos Bancários da Bahia.